# Fáelán mac Muiredaig
Fáelán mac Muiredaig (mort en 942) est un  rois de Leinster  du sept Uí Dúnchada des Uí Dúnlainge une lignée des Laigin. Ce sept avait sa résidence royale à Líamhain (Lyons Hill (en), à la frontière entre le comté de Dublin et celui Kildare). Il était le fils de  Muiredach mac Brain (mort en 885) un précédents monarque.

## Règne
Fáelán mar Muiredaig succède comme roi de Leinster à Augaire mac Aililla un souverain qui appartient au sept rival des Ui Muiredaig. Son assez long règne de 917 à 942 est très peu documenté par les Chroniques d'Irlande qui ne mentionnent qu'une fois Faolan mac Muiredhaigh roi de Laighen en 923. 
Il laisse plusieurs fils 
- Donn Cuan mort en 931Rigdama
- Lorcán mac Fáeláin qui ne règne qu'une année (942-943).
- Muiredach abbé de Kildare mort en 967
- Cellach mac Fáeláinqui  sera aussi ultérieurement roi de Leintser[3]

## Article lié
- Liste des rois de Leinster

## Sources primaires
- Livre de Leinster, Rig Laigin et Rig Hua Cendselaig sur CELT: Corpus of Electronic Texts at University College Cork

## Sources secondaires
- (en) T.W Moody, F.X. Martin, F.J. Byrne, A New History of Ireland IX Maps, Genealogies, Lists. A companion to Irish History part II, Oxford, Oxford University Press, 2011, 690 p. (ISBN 978-0-19-959306-4), p. 134 & 200 Kings of Leinster to 1171
- (en) Francis John Byrne, Irish Kings and High-Kings, Dublin, Four Courts Press, 2001, 341 p. (ISBN 978-1-85182-196-9)